# Steinberg (Tosmar)
Der Steinberg ist mit 327,5 m die höchste Erhebung des Tosmar, eines Höhenzuges im Hildesheimer Wald. Er liegt bei Söhre im niedersächsischen Landkreis Hildesheim.

## Geographie

### Lage
Der Steinberg erhebt sich im Osten des Hildesheimer Waldes im Höhenzug Tosmar. Er liegt zwischen dessen Erhebungen Tosmarberg (319,9 m) im Westnordwesten und Hammberg (313 m) im Osten. Sein Gipfel befindet sich 2,3 km südlich von Söhre und 1,8 km südwestlich von Röderhof, zwei Ortsteilen der Gemeinde Diekholzen, 3,7 km nordwestlich der Kernstadt von Bad Salzdetfurth, 3,3 km nordnordöstlich von Petze, einem Ortsteil von Sibbesse, und 3,3 km südöstlich des Kernorts von Diekholzen.
Südlich der Erhebung entspringen der nach Osten fließende Lamme-Zufluss Gehlenbach und die anfangs nach Westen verlaufende Kalte Beuster als rechter Quellbach der Beuster.

### Naturräumliche Zuordnung
Der Steinberg gehört in der naturräumlichen Haupteinheitengruppe Weser-Leine-Bergland (Nr. 37), in der Haupteinheit Innerstebergland (379) und in der Untereinheit Hildesheimer Bergland (379.0) zum Naturraum Hildesheimer Wald (379.01). Die Landschaft fällt nach Norden in den Naturraum Marienburger Hügelland (379.03) ab.

### Berghöhe
Der Steinberg ist 327,5 m hoch; seine Höhe wird aber auch mit 326 m angegeben. Auf ihm liegt eine 322,6 m hohe Stelle, die teils mit rund 323 m als Berghöhe erwähnt wird. Die Erhebung hat eine Westnordwestkuppe mit dem 327,5 m hohen Gipfel und eine Ostsüdostkuppe (322,5 m). Von der Gipfelkuppe leitet in Richtung Westen eine auf dem Übergangsbereich zum Tosmarberg (320 m) liegende Anhöhe (322,5 m) über.

## Schutzgebiete
Auf dem Südhang des Steinbergs liegen Teile des Vogelschutzgebiets Hildesheimer Wald (VSG-Nr. 3825-401; 12,47 km² groß). Bis auf den Übergangsbereich zum östlich befindlichen Hammberg reichen solche des Landschaftsschutzgebiets Röderhofer Teiche und Egenstedter Forst (CDDA-Nr. 323914; 1967 ausgewiesen; 3,201 km²).

## Sonstiges
Auf der Westnordwestkuppe des Steinbergs wurde 1900 durch den Hildesheimer Harzverein der „Tosmar-Turm“ errichtet. Der Aussichtsturm aus Holz stürzte 1940 in einer Sturmnacht um. Fundamentreste sind noch vorhanden. Aktuell steht auf dieser Kuppe ein Holzkreuz. Der Aufstieg zum Gipfel kann vom Wandererparkplatz beim 1,2 km nördlich stehenden Söhrer Forsthaus aus erfolgen.

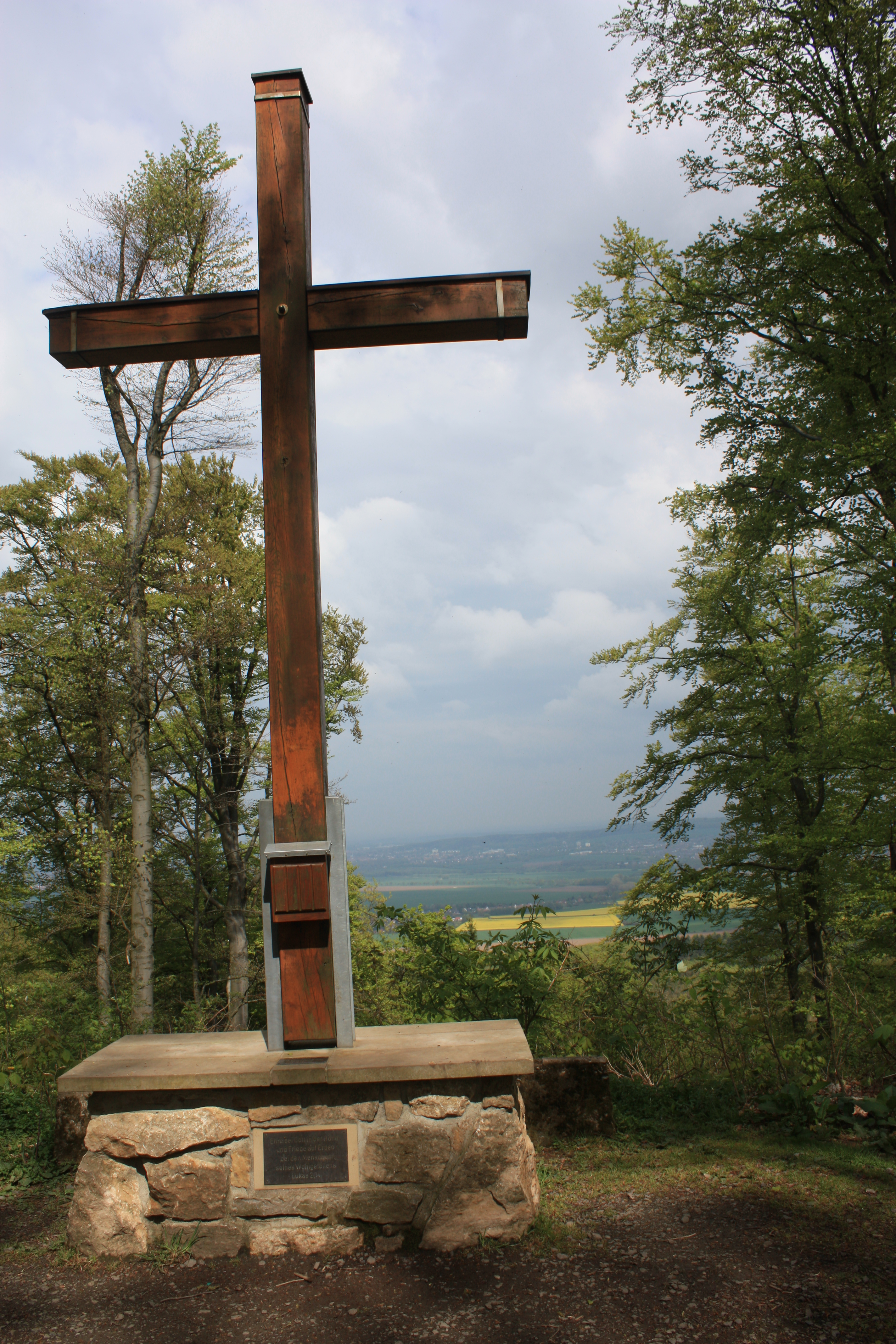
Holzkreuz auf dem Steinberg
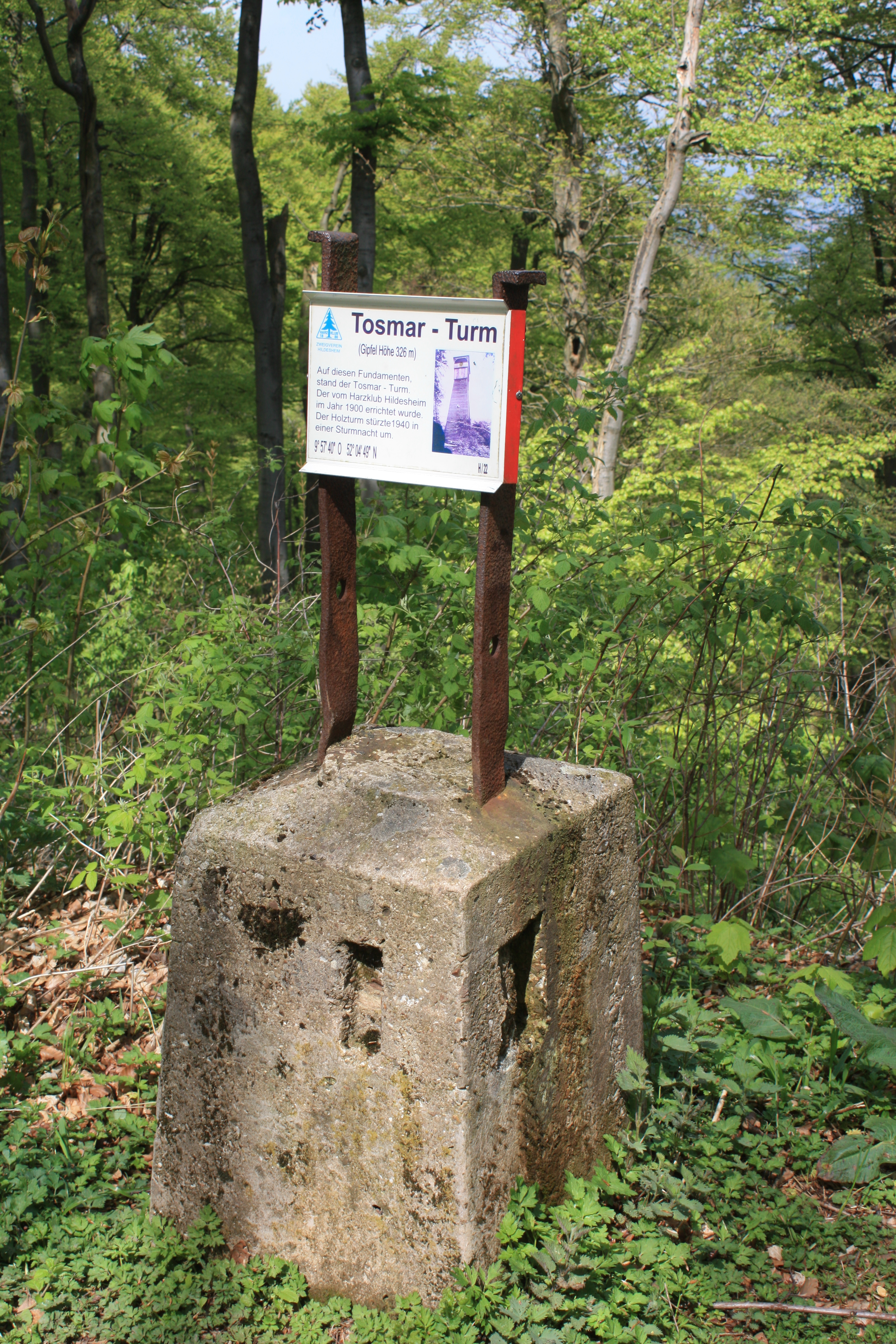
Fundamentrest des ehemaligen Tosmar-Turms mit Hinweistafel